# Serra d'en Clotes
La Serra d'en Clotes és una serra situada al municipi de Cistella a la comarca de l'Alt Empordà, amb una elevació màxima de 255 metres.